# Циолек, Геральд
Геральд Михаэль Циолек (нем. Gerald Michael Ciolek, род. 19 сентября 1986 в Кёльне, ФРГ) — немецкий профессиональный шоссейный велогонщик. Участник летних Олимпийских игр 2008 года.

## Победы
| 2004 - Тур Нижней Саксонии — этап 2 2005 - Чемпион Германии в групповой гонке - Тур Венгрии — этапы 3, 7, 8 и очковая классификация 2006 - Чемпион Мира до 23 лет в индивидуальной гонке на время - Тур Германии — этап 3 - Тур Нижней Саксонии — молодёжная классификация - Круг Нюрнберга 2007 - Тур Рейнланд-Пфальца — генеральная, спринтерская и молодёжная классификации - Тур Германии — этапы 6, 7 и 9 - Тур Австрии — этапы 2 и 8 - Тур трёх земель — этап 1 2008 - Тур Баварии — этапы 1 и 3 - Тур Германии — этап 5 | 2009 - Вуэльта Испании — этап 2 - Трофей Кальвии 2010 - Тур Баварии — этап 3 2012 - Вольта Алгарви — этап 4 - Тур Эна — этап 2b (ТТТ) 2013 - Милан — Сан-Ремо - Три дня Западной Фландрии — этап 2 - Тур Австрии — этап 6 - Тур Баварии — этап 3 - Тур Британии — этап 2 - Чемпионат Германии в групповой гонке — 2-е место 2014 - Вуэльта Андалусии — этап 3 |

## Статистика выступлений наГранд Турах
| Гранд Тур | 2008 | 2009 | 2010 | 2011 | 2012 | 2013 |
| --------- | ---- | ---- | ---- | ---- | ---- | ---- |
| Джиро     | -    | -    | -    | сход | -    | -    |
| Тур       | 106  | 126  | 133  | 150  | -    | -    |
| Вуэльта   | -    | сход | -    | -    | -    | -    |